# Sourire gingival
En orthodontie, un sourire gingival est un sourire qui expose les gencives en raison d'une lèvre supérieure trop courte. Il est considéré comme problématique du point de vue esthétique par de nombreux patients et fait donc l'objet de traitements spécialisés. 

## Traitements
Un moyen de corriger cela est de pratiquer une ostéotomie sur la mâchoire supérieure.  D'autres traitements plus simples existent cependant, tels que le repositionnement de la lèvre , les injections au botox , les mini-vis d'ancrage, la gingivectomie en utilisant le laser   et l'allongement des couronnes par un parodontiste. 